# Graüben
Graüben est le personnage féminin du Voyage au centre de la Terre de Jules Verne.

## Le personnage
Filleule d'Otto Lidenbrock, Graüben est une jeune virlandaise de dix-sept ans. Ayant rendu visite à une de ses parentes, elle se trouve à Altona au début du roman. Cette absence rend triste Axel, car les deux jeunes gens sont amoureux l'un de l'autre. Graüben, une charmante blonde aux yeux bleus, possède un caractère un peu grave et un esprit un peu sérieux. Fidèle compagne d'Axel dans ses travaux et ses plaisirs, grâce à son parrain Otto Lidenbrock, elle est devenue une minéralogiste de premier ordre. Elle pourrait en remontrer à bien des savants en la matière. Aimant à approfondir les questions délicates sur la science, elle passe plusieurs heures à étudier avec Axel. Puis tous les deux sortent et se promènent, main dans la main, le long de l'Alster. Lorsque son vieil oncle, ayant découvert un manuscrit mystérieux pour descendre au centre de la Terre, demande à son neveu de l'accompagner, Axel est pris d'une forte appréhension. En parlant avec sa promise, celle-ci le persuade d'entreprendre l'expédition, lui promettant qu'à son retour, étant devenu un homme, elle pourra être sa femme.
Tout au long de son périple dans les entrailles du globe terrestre, le souvenir de sa « chère virlandaise » poursuivra Axel qui donnera son nom au petit port qui borde la mer Lidenbrock. Au retour, il épousera sa bien-aimée.

## Commentaires
- Bien que n'apparaissant qu'au début et à la fin du roman, Graüben est loin d'être un personnage secondaire. C'est elle l'instigatrice du départ d'Axel, jeune homme timoré, pour qu'à son retour il soit l'égal de son oncle Lidenbrock, et elle s'offre comme récompense. « Tu quittes ta fiancée, mais tu trouveras ta femme au retour »[2].
- Simone Vierne note que le prénom de Graüben n'existe pas en allemand. Selon elle, Verne, avec son goût pour les jeux de mots, l'aurait créé en partant de la racine grab (creuser), auquel il aurait rajouté un ü, signe de la langue allemande pour les profanes, en terminant avec en,qui se retrouve notamment dans le prénom courant de Gretchen. Le personnage est donc le signe de la descente (creuser), le moteur et l'enjeu[3].

## Citations
- « Que de douces heures nous avions passées à étudier ensemble ! et combien j'enviai souvent le sort de ces pierres insensibles qu'elle maniait de ses charmantes mains! »[4]
- « Quelle gloire attend M. Lidenbrock et rejaillira sur son compagnon ! Au retour, Axel, tu seras un homme, son égal, libre de parler, libre d'agir, libre enfin de… ». La jeune fille, rougissante, n'acheva pas »[5].

## Cinéma
- Dans le film de 1959 réalisé par Henry Levin, le personnage est interprété par Diane Baker[6].

## Port-Graüben
Sur la plage qui borde la mer Lidenbrock, couverte de forêts formées par des champignons et des arbustes gigantesques, Axel remarque une petite anfractuosité. C'est une sorte de port ménagé entre les roches. Ses eaux calmes, à l'abri du vent, pourraient accueillir un brick et deux ou trois goélettes. Dans sa contemplation, il lui semble voir apparaître quelque navire, toutes voiles dehors, prenant le large. Otto Lidenbrock lui propose de le baptiser du nom d'Axel, mais le jeune homme, la pensée de sa fiancée le hantant, décide de lui donner le nom de Graüben. « Et voilà comment le souvenir de ma chère Virlandaise se rattacha à notre aventureuse expédition ».